# Brzózki (West-Pommeren)
Brzózki is een plaats in het Poolse district  Policki, woiwodschap West-Pommeren. De plaats maakt deel uit van de gemeente Nowe Warpno en telt 160 inwoners.